# 45846 Avdellidou
45846 Avdellidou este o planetă minoră (asteroid), cu un diametru de 5,2 km, din centura de asteroizi. A fost descoperită pe 4 septembrie 2000 la Stația Anderson Mesa de Lowell Observatory Near-Earth-Object Search. 
Obiectul prezintă o orbită caracterizată de o semiaxă mare de 2,41444156064 UAi, o excentricitate de 0,15485546091769, o înclinație de 2,5046310447413 ° în raport cu ecliptica.